# Junior Arteaga
Junior Noel Arteaga Pineda (Managua, 9 dicembre 1999) è un calciatore nicaraguense, centrocampista del Santa Ana, in prestito dal Diriangén, e della nazionale nicaraguense.

## Caratteristiche tecniche
È un centrocampista centrale.

## Carriera

### Nazionale
Ha debuttato in nazionale il 25 febbraio 2020, nell'amichevole Nicaragua-Panama (0-0), sostituendo Luis Galeano all'inizio della ripresa. Ha partecipato, con la nazionale, alla CONCACAF Gold Cup 2019.

## Statistiche

### Cronologia presenze e reti in nazionale
| Cronologia completa delle presenze e delle reti in nazionale ― Nicaragua | Cronologia completa delle presenze e delle reti in nazionale ― Nicaragua | Cronologia completa delle presenze e delle reti in nazionale ― Nicaragua | Cronologia completa delle presenze e delle reti in nazionale ― Nicaragua | Cronologia completa delle presenze e delle reti in nazionale ― Nicaragua | Cronologia completa delle presenze e delle reti in nazionale ― Nicaragua | Cronologia completa delle presenze e delle reti in nazionale ― Nicaragua | Cronologia completa delle presenze e delle reti in nazionale ― Nicaragua |
| Data                                                                     | Città                                                                    | In casa                                                                  | Risultato                                                                | Ospiti                                                                   | Competizione                                                             | Reti                                                                     | Note                                                                     |
| ------------------------------------------------------------------------ | ------------------------------------------------------------------------ | ------------------------------------------------------------------------ | ------------------------------------------------------------------------ | ------------------------------------------------------------------------ | ------------------------------------------------------------------------ | ------------------------------------------------------------------------ | ------------------------------------------------------------------------ |
| 25-2-2020                                                                | Managua                                                                  | Nicaragua                                                                | 0 – 0                                                                    | Panama                                                                   | Amichevole                                                               | -                                                                        | 46’                                                                      |
| 13-10-2022                                                               | Marbella                                                                 | Qatar                                                                    | 2 – 1                                                                    | Nicaragua                                                                | Amichevole                                                               | -                                                                        | 84’                                                                      |
| 13-11-2021                                                               | Managua                                                                  | Nicaragua                                                                | 2 – 0                                                                    | Cuba                                                                     | Amichevole                                                               | -                                                                        | 54’                                                                      |
| 10-11-2022                                                               | Teheran                                                                  | Iran                                                                     | 1 – 0                                                                    | Nicaragua                                                                | Amichevole                                                               | -                                                                        | 88’                                                                      |
| 10-6-2023                                                                | Penonomé                                                                 | Panama                                                                   | 3 – 2                                                                    | Nicaragua                                                                | Amichevole                                                               | -                                                                        | 60’                                                                      |
| 18-6-2023                                                                | Asunción                                                                 | Paraguay                                                                 | 2 – 0                                                                    | Nicaragua                                                                | Amichevole                                                               | -                                                                        | 46’                                                                      |
| 11-9-2023                                                                | Managua                                                                  | Nicaragua                                                                | 5 – 1                                                                    | Barbados                                                                 | CONCACAF Nations League 2023-2024 - 1º Turno                             | -                                                                        | 78’                                                                      |
| 16-10-2023                                                               | Managua                                                                  | Nicaragua                                                                | 3 – 0                                                                    | Montserrat                                                               | CONCACAF Nations League 2023-2024 - 1º Turno                             | -                                                                        | 75’                                                                      |
| 17-11-2023                                                               | Bridgetown                                                               | Barbados                                                                 | 0 – 4                                                                    | Nicaragua                                                                | CONCACAF Nations League 2023-2024 - 1º Turno                             | 1                                                                        | 57’                                                                      |
| 21-11-2023                                                               | Managua                                                                  | Nicaragua                                                                | 0 – 0                                                                    | Rep. Dominicana                                                          | CONCACAF Nations League 2023-2024 - 1º Turno                             | -                                                                        | 79’ 83’                                                                  |
| 22-3-2024                                                                | Lima                                                                     | Perù                                                                     | 2 – 0                                                                    | Nicaragua                                                                | Amichevole                                                               | -                                                                        | 70’                                                                      |
| 26-3-2024                                                                | Managua                                                                  | Nicaragua                                                                | 0 – 1                                                                    | Cuba                                                                     | Amichevole                                                               | -                                                                        | 66’                                                                      |
| 27-5-2024                                                                | San Jose                                                                 | Guatemala                                                                | 1 – 1                                                                    | Nicaragua                                                                | Amichevole                                                               | -                                                                        | 36’                                                                      |
| 5-6-2024                                                                 | Managua                                                                  | Nicaragua                                                                | 4 – 1                                                                    | Montserrat                                                               | Qual. Mondiali 2026                                                      | 1                                                                        | 65’                                                                      |
| 8-6-2024                                                                 | Belmopan                                                                 | Belize                                                                   | 0 – 4                                                                    | Nicaragua                                                                | Qual. Mondiali 2026                                                      | -                                                                        | 46’ 61’                                                                  |
| 6-9-2024                                                                 | Cayenne                                                                  | Guyana francese                                                          | 0 – 1                                                                    | Nicaragua                                                                | CONCACAF Nations League 2024-2025 - 1° turno                             | -                                                                        |                                                                          |
| 10-9-2024                                                                | Santiago de Cuba                                                         | Cuba                                                                     | 1 – 1                                                                    | Nicaragua                                                                | CONCACAF Nations League 2024-2025 - 1° turno                             | -                                                                        | 86’                                                                      |
| 10-10-2024                                                               | Managua                                                                  | Nicaragua                                                                | 0 – 2                                                                    | Giamaica                                                                 | CONCACAF Nations League 2024-2025 - 1º turno                             | -                                                                        |                                                                          |
| 21-3-2025                                                                | Le Gosier                                                                | Guadalupa                                                                | 1 – 0                                                                    | Nicaragua                                                                | Qual. Gold Cup 2025                                                      | -                                                                        | 46’                                                                      |
| 25-3-2025                                                                | Managua                                                                  | Nicaragua                                                                | 0 – 1                                                                    | Guadalupa                                                                | Qual. Gold Cup 2025                                                      | -                                                                        | 83’                                                                      |
| 6-6-2025                                                                 | Managua                                                                  | Nicaragua                                                                | 1 – 0                                                                    | Guyana                                                                   | Qual. Mondiali 2026                                                      | -                                                                        |                                                                          |
| 10-6-2025                                                                | Panama                                                                   | Panama                                                                   | 3 – 0                                                                    | Nicaragua                                                                | Qual. Mondiali 2026                                                      | -                                                                        | 46’                                                                      |
| Totale                                                                   |                                                                          | Presenze                                                                 | 22                                                                       |                                                                          | Reti                                                                     | 2                                                                        |                                                                          |